# 中出町
中出町（なかでちょう）は愛知県名古屋市熱田区にある町名。現行行政地名は中出町1丁目及び中出町2丁目。住居表示未実施。

## 地理
名古屋市熱田区の西部に位置し、南に神野町、北に青池町と比々野町、東に西郊通、西に野立町に接している。

## 世帯数と人口
2018年（平成30年）12月1日現在の世帯数と人口は以下の通りである。
| 町丁   | 世帯数  | 人口    |
| ------ | ------- | ------- |
| 中出町 | 567世帯 | 1,099人 |

## 学区
市立小・中学校に通う場合、学校等は以下の通りとなる。また、公立高等学校に通う場合の学区は以下の通りとなる。
| 番・番地等 | 小学校               | 中学校                 | 高等学校 |
| ---------- | -------------------- | ---------------------- | -------- |
| 全域       | 名古屋市立野立小学校 | 名古屋市立日比野中学校 | 尾張学区 |

## 施設
- 瀬戸信用金庫 日比野支店
- スギ薬局 日比野店

## その他

### 日本郵便
- 郵便番号 : 456-0067[2]（集配局：熱田郵便局[7]）。